# Goethepark (Berlin)
Der Goethepark ist eine kleinere Parkanlage im Berliner Ortsteil Wedding zwischen Transvaalstraße und Seestraße.

## Entstehung und Lage
Der Goethepark entstand als Erholungsgebiet im westlichen Wedding in der Phase der Expansion von Wohn- und Freizeitgelegenheiten im Anschluss an die urbane Industrieentwicklung des überwiegend von Arbeiterfamilien besiedelten Bezirks. Er wurde von 1922 bis 1924 nach vorheriger Planung des Berliner Gartenbaudirektors Albert Brodersen Rudolf Germer, dem Gartenbaudirektor des Bezirks Wedding angelegt. Er erschloss einen Teil des in städtisches Eigentum übergegangenen früheren preußischen Gutsbezirks Plötzensee am Rand des Kiefernwald- und Sumpfgebiets Jungfernheide mit seinen Flugsanddünen. Das zuerst fertiggestellte Parkgebiet entsprach auf etwa 5 ha dem heutigen Goethepark ohne seine Funktionsbereiche. Eine anfänglich angedachte Ausdehnung des Parks in nördlicher Richtung kam erst nach 1926, und dann unter neuer Leitung und der Benennung als Volkspark Rehberge, zustande. Das Gebiet des späteren Goetheparks hatte seit dem 19. Jahrhundert überwiegend als Schieß- und Übungsplatz für die preußische Artillerie und Kavallerie gedient.
Für das gesamte Gebiet zwischen der 1914 zu diesem Zweck verlängerten Transvaalstraße, der Afrikanischen Straße, dem Dohnagestell und der Seestraße wurde zunächst eine zusammenhängende Wohnsiedlung Jungfernheide vorgesehen. Nach dem Bebauungsplan von 1919 entstand jedoch nur eine kleinere Ein- und Zweifamilienhaussiedlung am östlichen Rand des neuen Parks. Sie stand als einzige derartige Siedlung im Wedding Kriegsbeschädigten des Ersten Weltkriegs und deren Hinterbliebenen zur Verfügung. Südlich trennt den Goethepark eine Reihe von Friedhöfen der im 19. Jahrhundert entstandenen ersten Weddinger vorstädtischen Kirchengemeinden von der Seestraße als frühere Durchgangsstraße. Nördlich schließt sich ihm jenseits der Transvaalstraße der wenig später (1926 bis 1929) angelegte große Volkspark Rehberge an, dem ihn die Grünflächenverwaltung des Bezirks zuordnet.

## Topografie und Gestaltung
Seit dem Zweiten Weltkrieg umfasst das eigentlich dem Modell eines Landschaftsparks nachgebildete rechteckige Gelände des Goetheparks etwa die Hälfte seines ursprünglichen Gebiets. Die andere Hälfte dient dem bezirklichen Straßen- und Grünflächenamt, einer ausgedehnten Kindertagesstätte und der Begegnungsstätte Dohnagestell, einem von der Bundesvereinigung Lebenshilfe in einem denkmalgeschützten Fachwerkhaus genutzten Jugend- und Freizeitheim. Die Halbierung des Parkgeländes in den Landschaftspark und das von einer Gärtnerei der Bezirksverwaltung eingenommene Terrain geschah allerdings schon während des Ausbaus des Volksparks Rehberge nach 1926. Die Parkgestaltung macht sich das durch Dünenausläufer oder spätere Erdaufschüttungen mit dem Aushub des Berlin-Spandauer Schifffahrtskanals leicht zerklüftete Gelände in einer locker formalisierten Struktur zunutze. Einige bis zu ca. acht Meter hochgelegene Wege durchziehen den Mittelteil des Parks. Sie bilden in seinem Nordteil auch einen Hohlweg. An drei höherliegenden Stellen des zusammenhängenden Wegenetzes befinden sich gemauerte Rondells. Sie sind als visuelle Markierungen inzwischen von Bäumen und Unterholz überwachsen. Zwei von ihnen liegen an aufeinander bezogenen Endpunkten einer diagonalen Sichtachse im Zentrum des Parks. Ein Außenweg umschließt das gestaltete Terrain und ermöglicht Übergänge in den Volkspark sowie in die Straßen der Zweifamilienhaussiedlung. Dem freien Landschaftspark traditionell britischen Stils entspricht im südlichen Teil des Goetheparks eine größere Rasenfläche, die als sanfte Mulde von hohen Bäumen an ihren erhöhten Rändern umrahmt wird. Zu ihren Freizeitangeboten zählen ein kleiner Kinderspielplatz und etliche an ihren Rändern aufgestellte Sitzbänke. Ein Johann Wolfgang von Goethes Totenmaske nachempfundenes Denkmal aus Stein erinnert hier an einer Stelle an den namengebenden Dichter.

## Bezeichnung des Goetheparks
Die Benennung des Goetheparks zwischen seiner Fertigstellung und der Gegenwart war längere Zeit verwirrend. Sein Name bildete zunächst ein Pendant zum schon vor dem Ersten Weltkrieg entstandenen Schillerpark auf der anderen Seite der Müllerstraße als vorstädtischer Ausfallstraße des Weddings nach Norden. Neben der frühen Planung einer größeren Anlage als dem bis 1924 fertiggestellten Goethepark widersprach auch die schwankende Platzierung der vorzeitlichen Dünen beiderseits dieser alten Heerstraße (Rehberge bzw. Wurzelberge) anfänglich der Verwendung des Begriffs Rehberge für den neuen Volkspark durch dessen Planer Erwin Barth. In Barths Planskizze für den Volkspark Rehberge taucht weder der Name Goethepark noch dessen Gebiet auf. Hier besteht ein Zusammenhang mit den zwischen bezirklichen und städtischen Instanzen der Grünflächenverwaltung umstrittenen Gestaltungen. Den Planskizzen Barths standen zur gleichen Zeit mehrere Entwürfe des Bezirksamts Wedding und seines Bezirksgartendirektors Rudolf Germer gegenüber. Von drei Berliner Stadtplänen aus dem Jahr 1930 nennt einer das gesamte benachbarte Parkgelände nur den Volkspark Rehberge, ein anderer nur den Goethepark, wie noch lange auch die örtliche Bevölkerung. Dem entsprach, im Gegensatz zum Stadtplan desselben Verlages im selben Jahr, auch der Pharus-Plan von 1930. Er benennt den größten Teil von Barths Volkspark als Goethepark und verwendet den Begriff Volkspark Rehberge nur für dessen westlichen Rand und die Kleingartenkolonie Rehberge.
Eine Übersichtskarte Nordberlins von 1937 verschiebt die beiden Bezeichnungen der Parks auf eine anfänglich mitgeplante, wohl jedoch vor allem politisch motivierte Weise. Sie enthält eine den geografischen Gegebenheiten zuwiderlaufende Aufteilung des nordwestlichen Bezirksgebiets. Sie verwendet den Namen Goethepark für das gesamte Gelände von Volkspark und Goethepark und verlegt den Volkspark Rehberge, als sei er erst projektiert, fast vollständig auf das westlich angrenzende Gebiet des seit 1936 ausgedehnten Militärgeländes der heutigen Julius-Leber-Kaserne. Dort wurde die bestehende preußische Polizeikaserne, gegen internationales Recht, in die Luftwaffenkaserne General Göring und vor 1939 in die Wehrmachtskaserne Hermann Göring umgewandelt. Diese Anlage verschwindet auf der Karte ebenso wie alle missliebigen Projekte und Namen der progressiven Vergangenheit. Eine ähnliche Tarnung des Kasernengeländes als unbenannte Grünfläche übernimmt noch eine Berliner Karte aus dem Jahr 1947 nach der Bildung des französischen Sektors in Berlin. Ein Rest terminologischer Unsicherheit setzt sich bis in die spätere Bezeichnung des Goetheparks durch die Senatsverwaltung für Stadtentwicklung und Umwelt fort. Sie beschränkt den Volkspark Rehberge auf ein Gebiet, das den Goethepark ausschließt, erklärt diesen jedoch im gleichen Text zu dessen Teil.

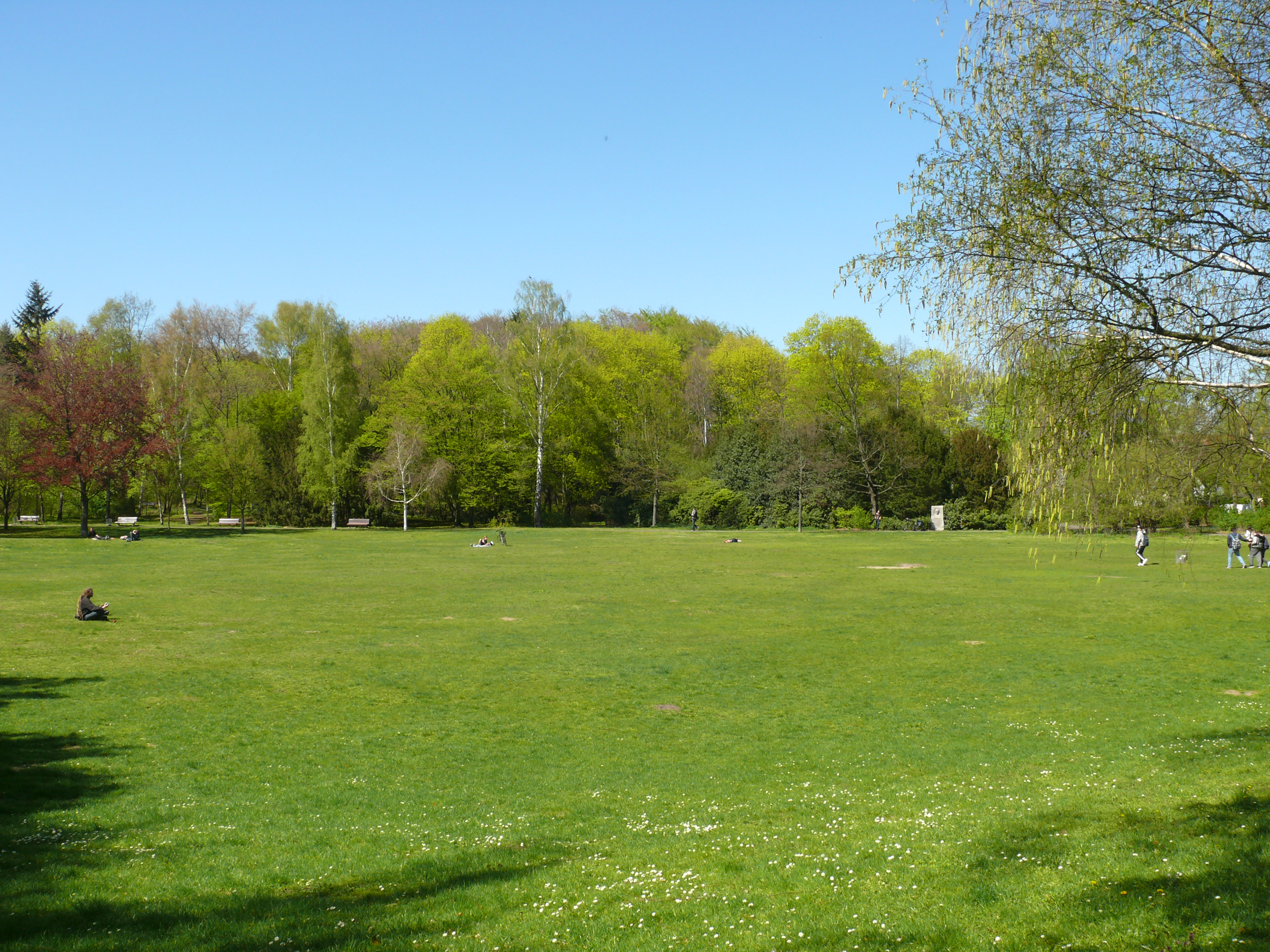
Große Liegewiese
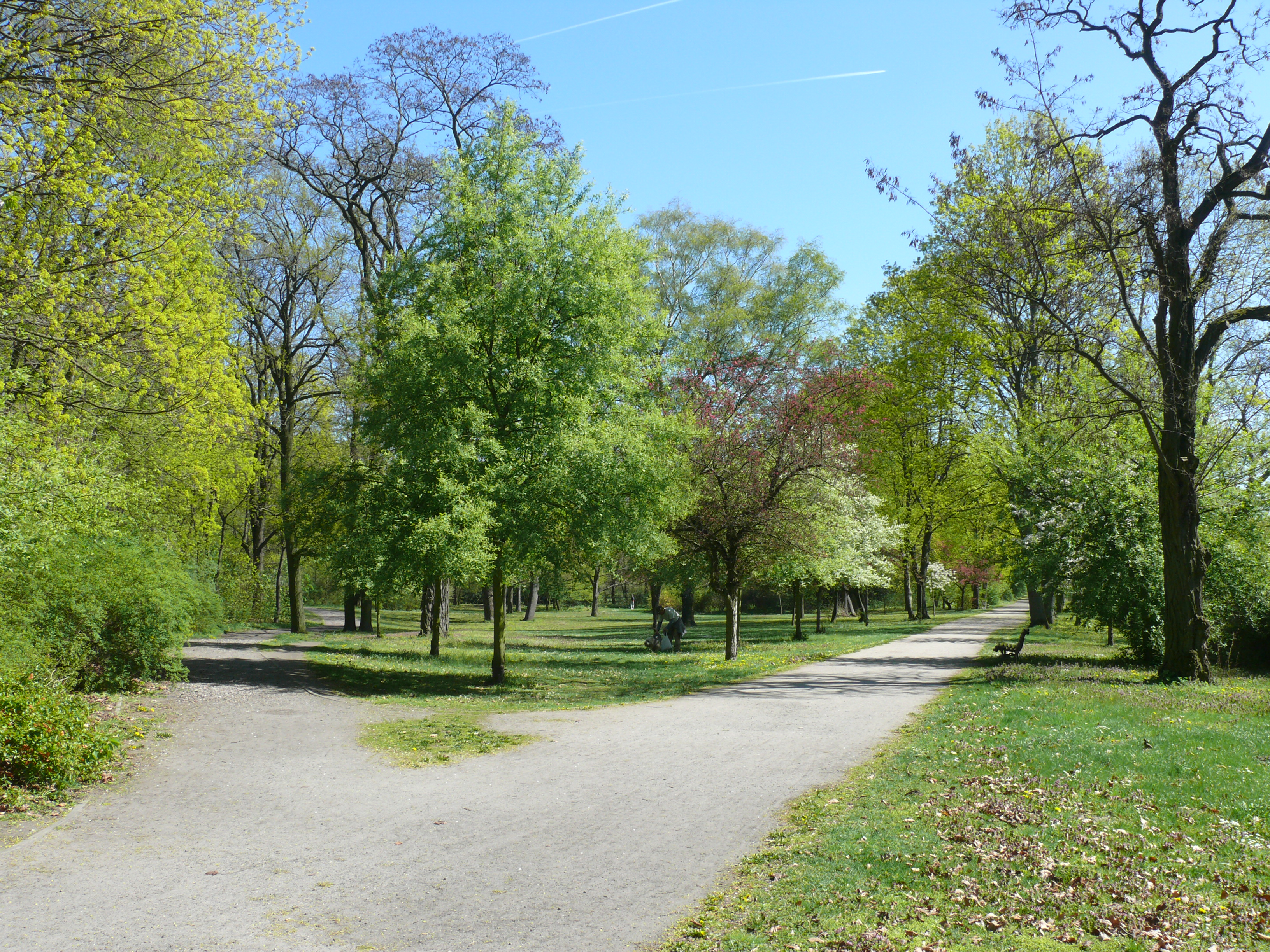
Zugang an der Westseite
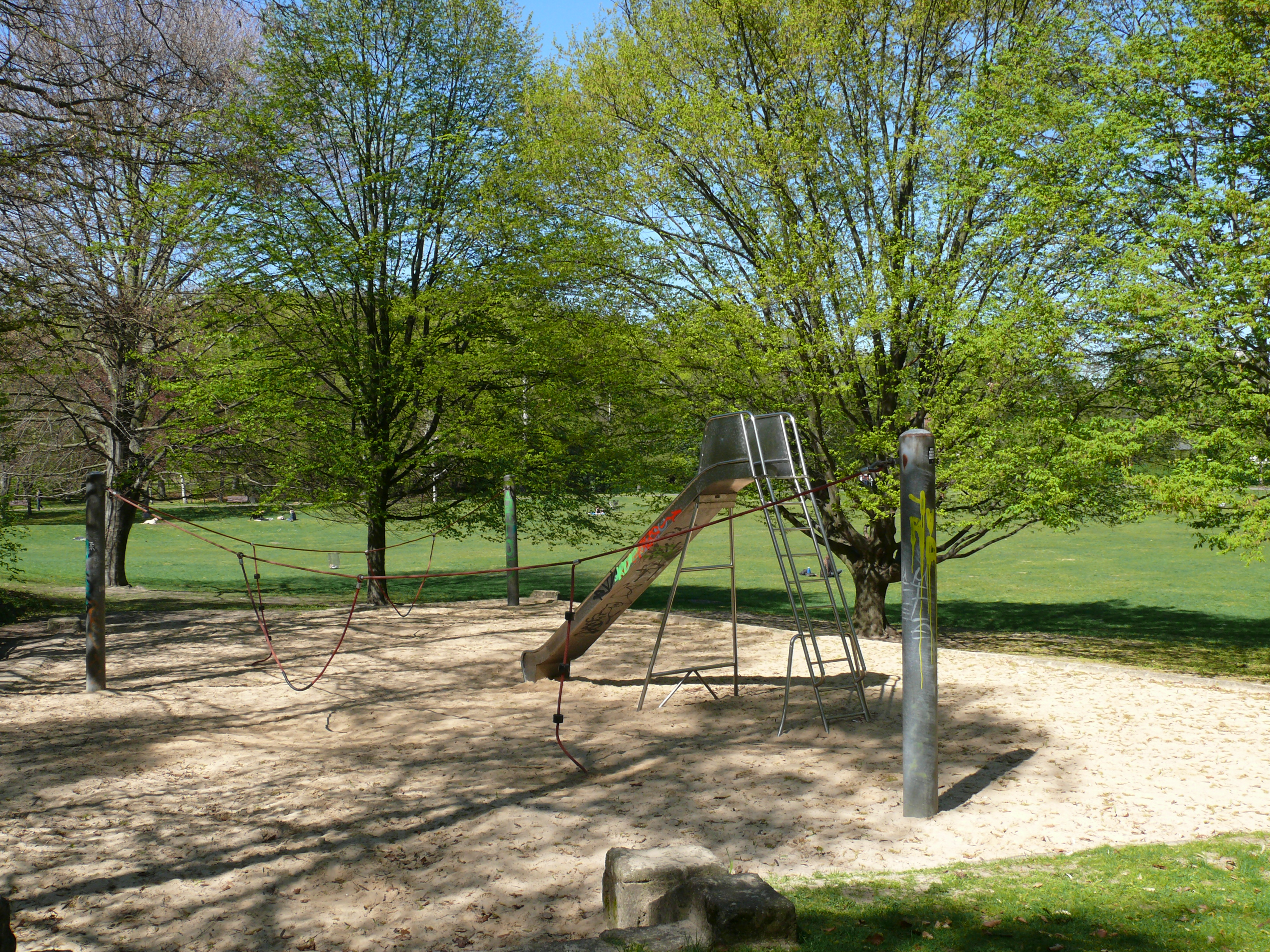
Spielplatz
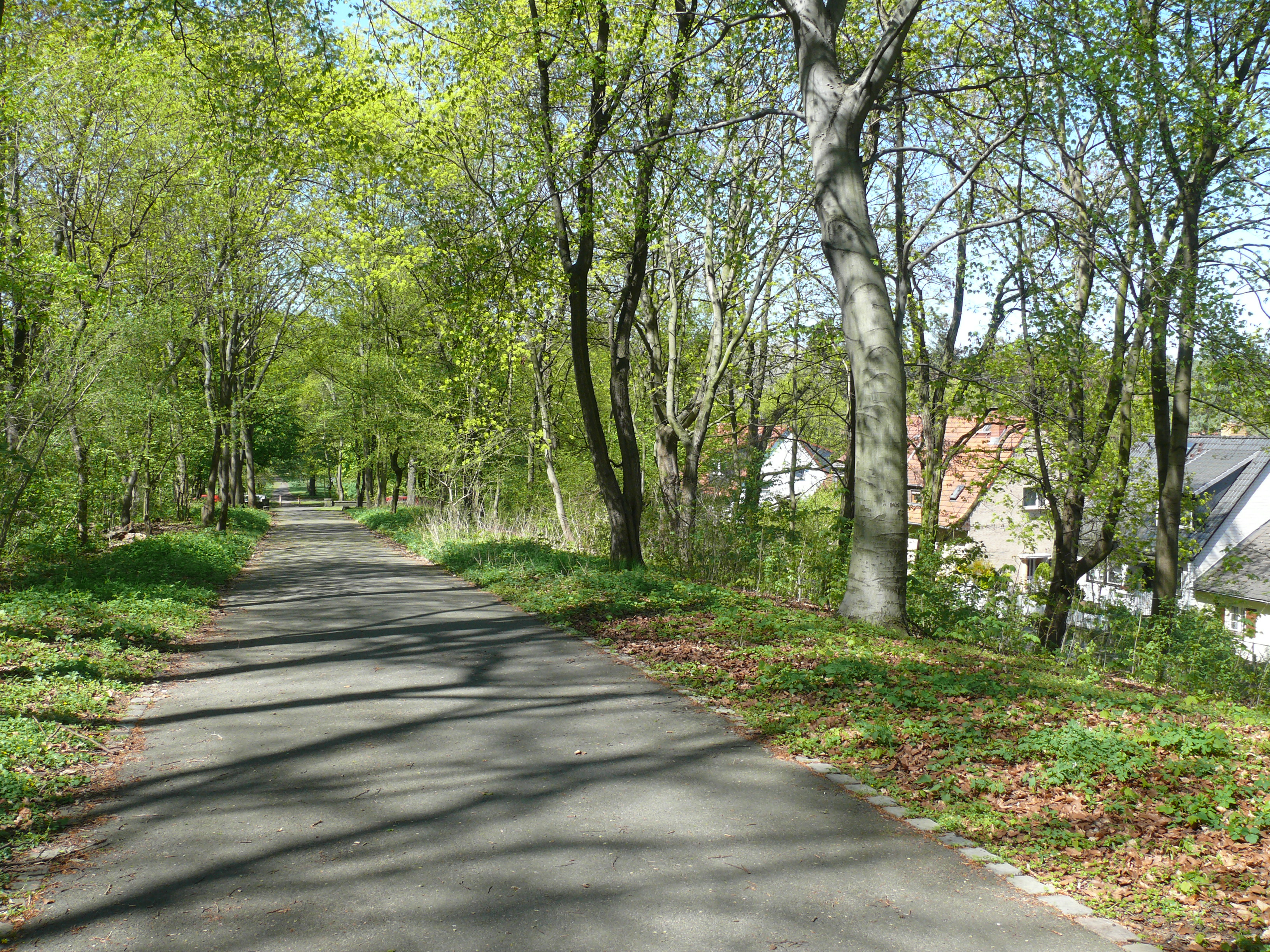
Hochweg an der Senegalstraße
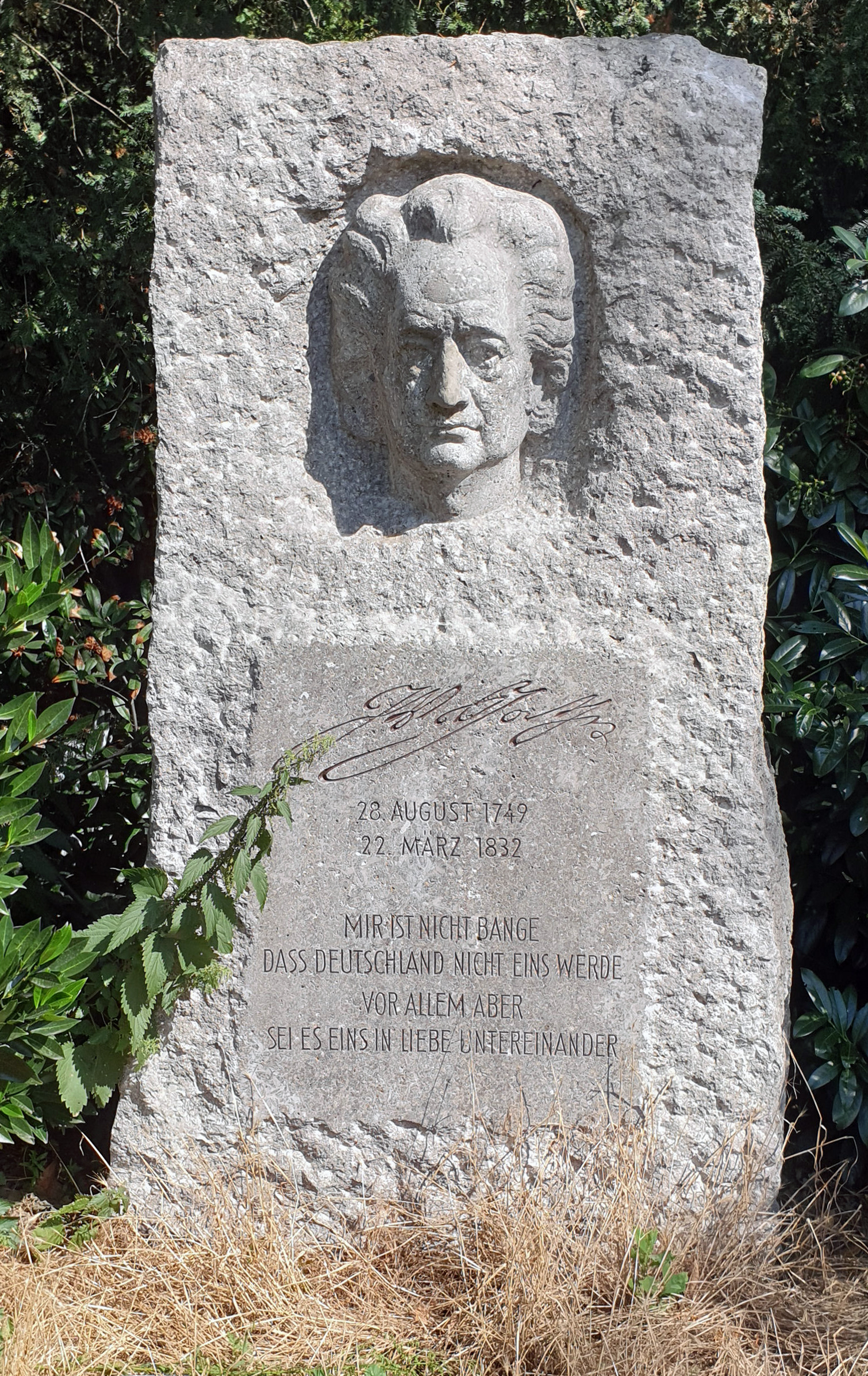
Johann Wolfgang von Goethe von Paula Hansel-Pauly, 1957

## Weiterer „Goethepark“ in Charlottenburg
Auch im Berliner Ortsteil Charlottenburg existiert nahe der Wilmersdorfer Straße eine kleine Anlage gleichen Namens, die jedoch keinen typischen Parkcharakter aufweist.